# Post-punk
Post-punk (původně nazvaný new musick) je rozsáhlý žánr rockové hudby, který vznikl koncem 70. let 20. století, kdy se hudebníci odklonili od syrové jednoduchosti a tradičnosti punk rocku a místo toho přijali různé avantgardní vlivy a prvky odlišné od rocku. Post-punkoví umělci se inspirovali energií punku a etikou DIY a byli odhodláni se vymanit z rockových klišé. Experimentovali se styly jako funk, elektronická hudba, jazz a taneční hudba, s produkčními technikami dubu a disca a s myšlenkami z oblasti umění a politiky, včetně kritické teorie, modernistického umění, filmu a literatury. Post-punkové komunity produkovaly nezávislé nahrávací společnosti, výtvarné umění, multimediální představení a fanziny. Na rozdíl od klasického punk rocku a více popově orientované „nové vlny“ je post-punk introvertnější, intelektuálnější, hudebně komplexnější, umělečtější a často proniká do sféry experimentální hudby.
Ranou postpunkovou tvorbu reprezentovaly skupiny jako Siouxsie and the Banshees, Wire, Public Image Ltd, The Pop Group, Cabaret Voltaire, Magazine, Pere Ubu, Joy Division, Talking Heads, Devo, Gang of Four, The Slits, The Cure a The Fall. Toto hnutí úzce souviselo s rozvojem vedlejších žánrů jako gothic rock, neo-psychedelia, no wave a industriální hudba. V polovině 80. let se post-punk rozplynul, ale poskytl základ pro hnutí New Pop a pozdější alternativní a nezávislé žánry.

## Definice
Post-punk je rozmanitý žánr, který vznikl v kulturním prostředí punk rocku na konci 70. let. Původně se mu říkalo „new musick“ a oba tyto termíny začali používat různí autoři koncem 70. let 20. století pro označení skupin, které se pohybovaly mimo scénu garážových punkových kapel a vydávaly se do odlišných oblastí. Redaktor časopisu Sounds Jon Savage použil výraz „post-punk“ už na začátku roku 1978. Redaktor časopisu NME Paul Morley také prohlásil, že tento termín „možná“ vymyslel on sám. V té době se napjatě očekávalo, co bude toto slovo znamenat, a časopis Sounds publikoval četné předběžné úvodníky o new musick. Ke konci dekády někteří novináři používali „art punk“ jako pejorativní označení pro kapely vycházející z garážového rocku, které byly považovány za příliš sofistikované a vymykající se punkovým dogmatům. Před začátkem 80. let se mnoho skupin, které se dnes označují jako „post-punk“, řadilo pod široký pojem „nová vlna“, přičemž tyto termíny byly zaměňovány. „Post-punk“ se od „nové vlny“ začal odlišovat poté, co se jejich styly znatelně vymezily.
Spisovatel Nicholas Lezard popsal pojem „post-punk“ jako „tak všeobjímající, že je možné jen to nejširší použití“. Pozdější diskurz nedokázal objasnit, zda současné hudební časopisy a fanziny chápaly „post-punk“ konvenčně tak, jak se o něm mluvilo v pozdějších letech. Hudební historik Clinton Heylin řadí „skutečný počátek anglického post-punku“ někam mezi srpen 1977 a květen 1978, kdy v červenci 1977 přišel kytarista John McKay do skupiny Siouxsie and the Banshees, vyšlo první album Magazine, v roce 1978 se Wire vydali novým hudebním směrem a vznikla skupina Public Image Ltd. Hudební historik Simon Goddard napsal, že debutová alba těchto kapel položila základy post-punku.
Na knihu Simona Reynoldse z roku 2005 Rip It Up and Start Again se často odkazuje jako na postpunkovou doktrínu, ačkoli Reynolds prohlásil, že se kniha zabývá pouze těmi aspekty postpunku, ke kterým osobně inklinoval. Wilkinson označil Reynoldsovo čtení za „zjevný revizionismus a ‚rebranding‘“. Autor a hudebník Alex Ogg kritizoval: „Problém není v tom, co Reynolds z Rip It Up ... vynechal, ale paradoxně v tom, že tam toho bylo ponecháno příliš mnoho“. Ogg naznačil, že post-punk se týká spíše souboru uměleckého cítění a přístupů než nějakého sjednocujícího stylu, a zpochybnil správnost chronologické předpony „post“ v tomto termínu, protože různé skupiny běžně označované jako „post-punk“ vznikly před punkrockovým hnutím. Reynolds definoval postpunkovou éru zhruba jako období mezi lety 1978 a 1984. Prosazoval, aby byl post-punk chápán „ani ne tak jako hudební žánr, jako spíše jako prostor možností“, a naznačoval, že „to, co všechny tyto aktivity spojuje, je soubor otevřených imperativů: inovace, záměrná podivnost, záměrné zavržení všeho předchozího nebo ‚rock'n'rollu‘“. AllMusic používá termín „post-punk“ pro označení „dobrodružnější a umělečtější formy punku“.

### Charakteristika
Mnoho postpunkových umělců se zpočátku inspirovalo punkovou etikou DIY a energií, ale nakonec byli tímto stylem a hnutím rozčarováni, protože měli pocit, že propadli komerčnímu vzorci, rockové konvenci a sebeparodii. Odmítli jeho populistické nároky na přístupnost a syrovou jednoduchost, protože v něm viděli spíše příležitost, jak se vymanit z hudební tradice, vyvrátit zažité zvyklosti a být výzvou pro posluchače. Umělci se vymanili z punkového zaměření na problémy převážně bílé, mužské a dělnické populace. Přestali spoléhat na zavedené rock and rollové vzorce, jako jsou tříakordové postupy a kytarové riffy založené na tvorbě Chucka Berryho. Tito umělci naopak definovali punk jako „imperativ neustálé změny“ a věřili, že „radikální obsah vyžaduje radikální formu“.
Ačkoli se hudba v jednotlivých regionech a u různých umělců značně lišila, postpunkové hnutí se vyznačovalo „koncepčním útokem“ na rockové konvence a odmítáním tradicionalistické, hegemonické a „rockistické“ estetiky. Místo toho experimentovali s produkčními technikami a nerockovými hudebními styly jako dub, funk, elektronická hudba, disco, noise, world music a avant-garde. Jako odrazový můstek pro toto hnutí posloužily i některé předchozí hudební styly, například krautrock, glam, art rock, art pop a další hudba 60. let. Umělci opět přistupovali ke studiu jako k nástroji, používali nové nahrávací metody a hledali nová zvuková teritoria. Autor Matthew Bannister napsal, že postpunkoví umělci odmítli vysoké kulturní reference rockových umělců 60. let, jako byli Beatles a Bob Dylan, stejně jako paradigmata, která definovala „rock jako progresivní, jako umění, jako ‚sterilní‘ studiový perfekcionismus... přijetím avantgardní estetiky“. Podle muzikologa Peta Dalea chtěly skupiny sice „roztrhat historii a začít znovu“, ale jejich hudba byla stále „nevyhnutelně spjata se stopami, kterých se nikdy nemohly zcela zbavit“.
Nicholas Lezard popsal post-punk jako „spojení umění a hudby“. V této éře došlo k silnému přejímání myšlenek z literatury, umění, filmu, filozofie, politiky a kritické teorie do hudebního a popkulturního kontextu. Umělci se snažili odmítnout běžné rozlišování mezi vysokou a nízkou kulturou a vrátili se k tradici uměleckých škol, kterou lze nalézt v dílech umělců jako Roxy Music a David Bowie. Reynolds si všiml, že někteří postpunkoví umělci se zabývají otázkami odcizení, represe a technokracie západní modernity. Mezi hlavní vlivy na řadu postpunkových umělců patřili spisovatelé jako William S. Burroughs a J. G. Ballard, avantgardní politické scény jako situacionismus a dada a intelektuální hnutí jako postmodernismus. Mnoho umělců vnímalo svou tvorbu v explicitně politických souvislostech. V některých lokalitách byla navíc tvorba postpunkové hudby úzce spojena s rozvojem energických subkultur, které hrály důležitou roli v produkci umění, multimediálních představení, fanzinů a nezávislých vydavatelství souvisejících s touto hudbou. Mnozí postpunkoví umělci se stavěli proti korporátnímu přístupu k nahrávání a místo toho se chopili alternativních způsobů produkce a vydávání hudby. Důležitým prvkem kultury se stali také novináři a do hnutí se ponořily populární hudební časopisy a kritici.

## 1977–79: Rané období

### Pozadí

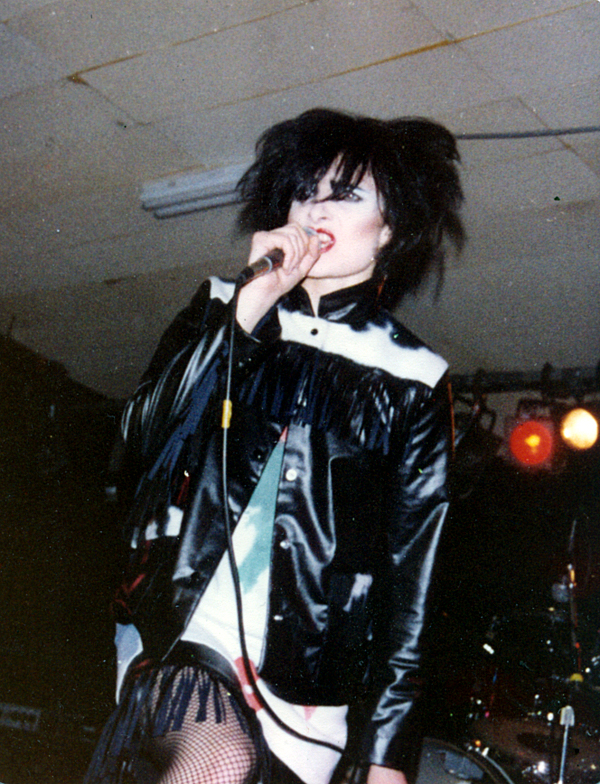
Siouxsie Sioux se skupinou Siouxsie and the Banshees

Během punkové éry začala řada podnikatelů, kteří se zajímali o místní hudební scénu ovlivněnou punkem, zakládat nezávislá vydavatelství, jako například Rough Trade (založené majitelem obchodu s deskami Geoffem Travisem), Factory (založeno manchesterskou televizní osobností Tonym Wilsonem) a Fast Product (spoluzaložené Bobem Lastem a Hilary Morrisonovou). V roce 1977 se skupiny začaly cíleně snažit o nezávislé vydávání hudby, což byla myšlenka, kterou rozšířili zejména Buzzcocks vydáním EP Spiral Scratch skrz vlastní label a singly Desperate Bicycles vydanými v roce 1977 vlastním nákladem. Tyto imperativy DIY pomohly vytvořit produkční a distribuční infrastrukturu post-punku a nezávislé hudební scény, která se rozvinula později v polovině 80. let.
S ústupem původního punkového hnutí se začaly formovat nové energické hudební scény složené z nejrůznějších kapel, které se ve své tvorbě snažily o experimentální zvuk a širší konceptuální záběr. Koncem roku 1977 britské skupiny jako Siouxsie and the Banshees a Wire experimentovaly se zvuky, texty a estetikou, které se výrazně lišily od jejich punkových současníků. Savage popsal některé z těchto raných směrů vývoje jako zkoumání „drsného městského šramotu“, „řízeného bílého hluku“ a „masivně akcentovaného bubnování“. Redaktor časopisu Mojo Pat Gilbert prohlásil: „První skutečně postpunkovou kapelou byli Siouxsie and the Banshees“ a poukázal na to, jak jejich tvorba ovlivnila Joy Division. John Robb podobně tvrdil, že první koncert Banshees byl „proto post-punk“ díky hypnotické doprovodné rytmické sekci. V lednu 1978 oznámil zpěvák John Lydon (tehdy známý jako Johnny Rotten) rozpad své novátorské punkové kapely Sex Pistols s odůvodněním, že je rozčarován z předvídatelnosti hudby a kooptace punku komerčními zájmy a že chce prozkoumat rozmanitější oblasti. V květnu Lydon založil skupinu Public Image Ltd (PiL) s kytaristou Keithem Levenem a baskytaristou Jah Wobblem. Wobble prohlásil, že „rock je zastaralý“, a uvedl reggae jako svůj „přirozený vliv“. Lydon však svůj nový zvuk popsal jako „totální pop s hlubokým významem. Ale nechci být zařazován do jiných kategorií než do punku! Odtud pocházím a u toho zůstanu.“

### Spojené království
V té době začaly skupiny jako Public Image Ltd, The Pop Group a The Slits experimentovat s taneční hudbou, dubovými produkčními technikami a avantgardou, zatímco punkově orientované manchesterské skupiny jako Joy Division, The Fall, The Durutti Column a A Certain Ratio rozvíjely jedinečné styly, které čerpaly z podobně různorodých vlivů v hudbě a modernistickém umění. Kapely jako Scritti Politti, Gang of Four, Essential Logic a This Heat začlenily do své tvorby levicovou politickou filozofii a znalosti nabyté studiem na uměleckých školách. Důležitým prvkem vznikající hudby se staly neortodoxní studiové produkční techniky, které vymysleli producenti jako Steve Lillywhite, Martin Hannett a Dennis Bovell. Vydavatelství jako Rough Trade a Factory se pro tyto skupiny stávala důležitými centry a pomáhala zprostředkovávat vydávání desek, tvorbu, vystoupení a propagaci.
O první postpunkovou desku se vedou spory, ale mezi silné kandidáty patří debuty skupin Magazine („Shot by Both Sides“, leden 1978), Siouxsie and the Banshees („Hong Kong Garden“, srpen 1978), Public Image Ltd („Public Image“, říjen 1978), Cabaret Voltaire (Extended Play, listopad 1978) a Gang of Four („Damaged Goods“, prosinec 1978).
Řada skupin, které předcházely punku, jako například Cabaret Voltaire a Throbbing Gristle, experimentovala s magnetofony a elektronickými nástroji, metodami performančního umění a vlivem transgresivní literatury, což nakonec přispělo k rozvoji industriální hudby. Nezávislý label Industrial Records skupiny Throbbing Gristle se stal centrem této scény a dal jí jméno. Začínající punková scéna v Austrálii v polovině 70. let také podpořila vlivné postpunkové skupiny jako Birthday Party, které se nakonec přestěhovaly do Velké Británie, aby se připojily k její vzkvétající hudební scéně.
Jak se tyto scény začaly rozvíjet, britské hudební magazíny jako NME a Sounds se staly vlivnou součástí rodící se postpunkové kultury a jejich autoři jako Savage, Paul Morley a Ian Penman rozvíjeli intenzivní (a často hravý) styl kritiky, který čerpal z filozofie, radikální politiky a řady dalších rozmanitých zdrojů. V roce 1978 britský časopis Sounds oslavoval alba jako The Scream od Siouxsie and the Banshees, Chairs Missing od Wire a Dub Housing od americké skupiny Pere Ubu. V roce 1979 NME propagoval desky jako Metal Box od PiL, Unknown Pleasures od Joy Division, Entertainment! od Gang of Four, 154 od Wire, debut Raincoats a album Fear of Music americké skupiny Talking Heads.
Siouxsie and the Banshees, Joy Division, Bauhaus a The Cure byly hlavními postpunkovými kapelami, které svoji hudbu dělaly v temnějším ladění, z čehož později vznikla gotická rocková scéna na počátku 80. let. Členové Siouxsie and the Banshees a The Cure spolupracovali na deskách a pravidelně koncertovali až do roku 1984. Na konci 70. let vyrostla z britské postpunkové scény neo-psychedelia. Později se tento žánr rozrostl v mezinárodní hnutí umělců, kteří aplikovali ducha psychedelického rocku na nové hudební styly a techniky. Kolem roku 1979 se objevily i další styly jako avant-funk a industrial dub.

### Spojené státy americké
V polovině 70. let začaly různé americké skupiny (některé s vazbami na punkovou scénu v centru Manhattanu, včetně Television a Suicide) rozšiřovat repertoár punkové hudby. Skupiny ze Středozápadu USA jako Pere Ubu a Devo se inspirovaly opuštěným průmyslovým prostředím tohoto regionu a používaly konceptuální umělecké techniky, musique concrète a nekonvenční verbální styly, které o několik let předznamenaly postpunkové hnutí. Řada pozdějších skupin, včetně bostonských Mission of Burma a newyorských Talking Heads, kombinovala prvky punku s uměleckým cítěním. V roce 1978 skupina zahájila sérii spoluprací s britským průkopníkem ambientu a bývalým členem Roxy Music Brianem Enem, který experimentoval s dadaistickými lyrickými technikami, elektronickými zvuky a africkými polyrytmy. Živá postpunková scéna v San Francisku se soustředila na skupiny Chrome, The Residents, Tuxedomoon a MX-80, jejichž vlivy sahaly až k multimediálním experimentům, kabaretu a dramatické teorii Divadla krutosti Antonina Artauda.

V tomto období se také v centru New Yorku objevilo hnutí no wave. Jednalo se o krátkodobou uměleckou a hudební scénu, která vznikla částečně jako reakce na punkovou recyklaci tradicionalistických rockových konvencí a často odrážela drsný, konfrontační a nihilistický pohled na svět. No wave hudebníci jako The Contortions, Teenage Jesus and the Jerks, Mars, DNA, Theoretical Girls a Rhys Chatham místo toho experimentovali s hlukem, disonancí a atonalitou a také s jinými než rockovými styly. První čtyři skupiny byly zařazeny na kompilaci No New York (1978), kterou produkoval Brian Eno a která je často považována za nejlepší počin této scény. Dekadentní večírky a umělecké instalace v klubech jako Club 57 a Mudd Club se staly kulturními centry pro hudebníky i výtvarné umělce, kde se objevovaly osobnosti jako Jean-Michel Basquiat, Keith Haring a Michael Holman. Podle Steva Andersona, autora časopisu Village Voice, se scéna řídila drsným redukcionismem, který „podkopával sílu a mystiku rockové avantgardy tím, že ji zbavoval tradice, proti níž by mohla reagovat“. Anderson tvrdil, že no wave scéna představovala „poslední stylově soudržné avant-rockové hnutí v New Yorku“.

## 1980–84: Další vývoj

### Britská scéna a obchodní ambice
Britský post-punk vstoupil do osmdesátých let s podporou hudebních kritiků. Americký kritik Greil Marcus v článku pro Rolling Stone z roku 1980 charakterizoval „britskou postpunkovou popovou avantgardu“ jako „plnou napětí, humoru a smyslu pro paradox, které jsou v současné pop music zcela ojedinělé“. Podporu měl také od mediálních osobností, jako byl například John Peel z BBC. Několik skupin, například PiL a Joy Division, v té době také dosáhlo úspěchu v hitparádách. Síť podpůrných nahrávacích společností, mezi něž patřily Y Records, Industrial, Fast, E.G., Mute, Axis/4AD a Glass, nadále umožňovala vydávat velké množství hudby. V letech 1980–1981 se součástí těchto rodících se postpunkových scén, které se soustředily ve městech jako Londýn a Manchester, stalo také mnoho britských kapel, včetně Maximum Joy, Magazine, Essential Logic, Killing Joke, The Sound, 23 Skidoo, Alternative TV, The Teardrop Explodes, The Psychedelic Furs, Echo & the Bunnymen a Membranes.
V tomto období se však významné osobnosti a umělci na scéně začali odklánět od undergroundové estetiky. V hudebním tisku začaly postpunkové publikace, které byly stále esoteričtější, brzy ztrácet své čtenáře; odhaduje se, že během několika let ztratil časopis NME polovinu svého nákladu. Autoři jako Morley začali místo experimentální citlivosti propagované v prvních letech prosazovat „overgroundovou jasnost“. Morleyho vlastní hudební spolupráce s inženýrem Garym Langanem a programátorem J. J. Jeczalikem, Art of Noise, se snažila dostat samplované a elektronické zvuky do popového mainstreamu. Postpunkoví umělci jako Green Gartside ze Scritti Politti a Paul Haig z Josef K, kteří se dříve věnovali avantgardním postupům, se od těchto přístupů odvrátili a vydali se za mainstreamovými styly a komerčním úspěchem. Tento nový vývoj, kdy se postpunkoví umělci snažili vnést podvratné myšlenky do hlavního proudu popu, se začal kategorizovat pod marketingovým označením New Pop.
Současně s rozvojem novoromantické subkulturní scény se objevilo několik popověji orientovaných skupin, včetně ABC, The Associates, Adam and the Ants a Bow Wow Wow (poslední dvě jmenované skupiny řídil bývalý manažer Sex Pistols Malcolm McLaren). Tato klubově orientovaná scéna, která kladla důraz na glamour, módu a eskapismus na rozdíl od experimentální vážnosti dřívějších postpunkových skupin, vyvolala určitou nedůvěru ze strany členů hnutí, ale dosáhla i komerčního úspěchu. Umělci jako Gary Numan, Depeche Mode, The Human League, Soft Cell, John Foxx a Visage pomohli být průkopníky nového stylu synthpopu, který více čerpal z elektronické a syntezátorové hudby a těžil z nástupu MTV.

### Centrum Manhattanu a další místa

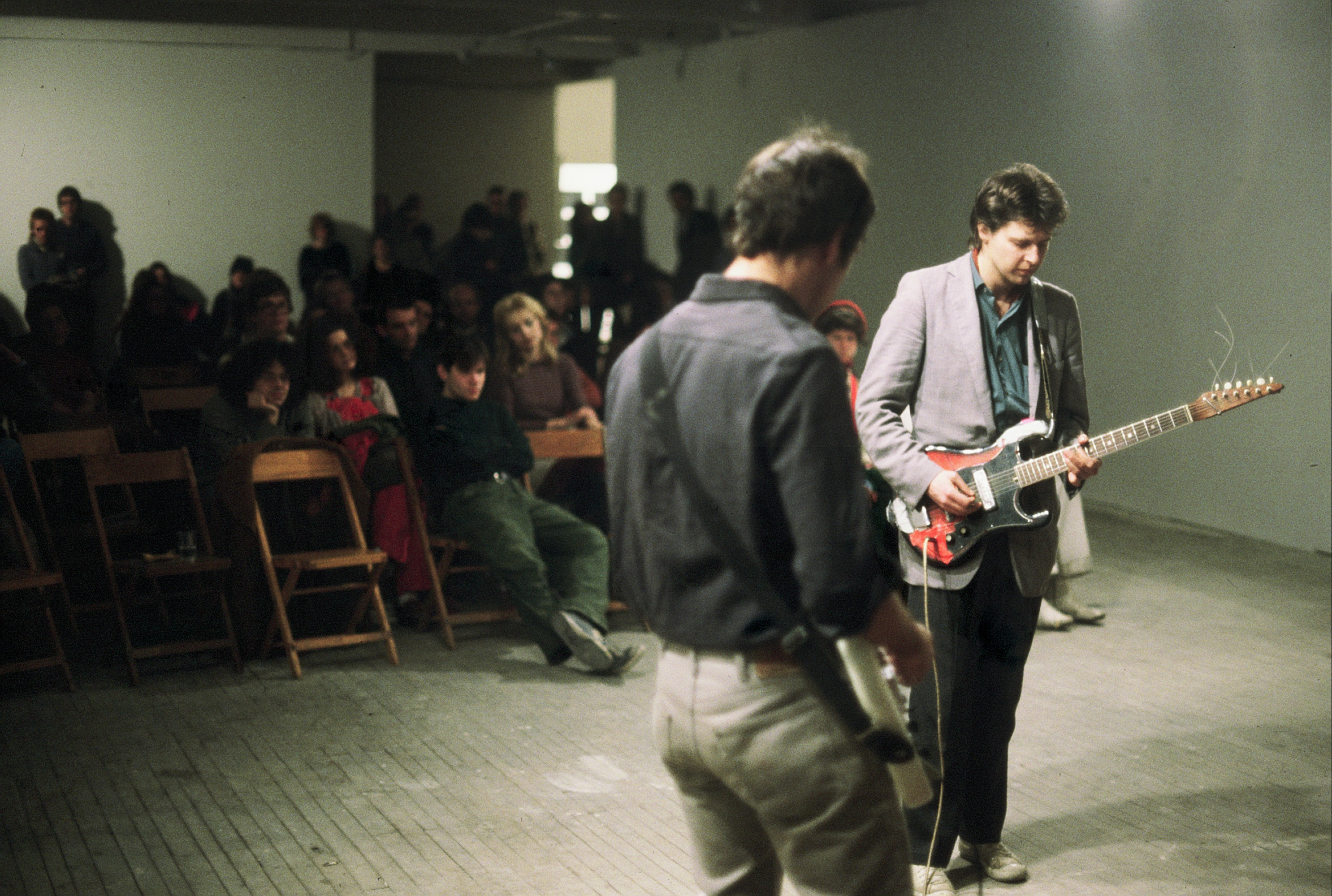
Glenn Branca při vystoupení v New Yorku v 80. letech.

Na počátku 80. let přešla no wave scéna v centru Manhattanu od svých drsných počátků k tanečnějšímu zvuku. Kompilační alba jako Mutant Disco od ZE Records (1981) zdůrazňovaly novou hravou citlivost, která vycházela ze střetu stylů hip hopu, disca a punku ve městě, stejně jako z vlivů dub reggae a world music. Umělci jako ESG, Liquid Liquid, The B-52's, Cristina, Arthur Russell, James White and the Blacks a Lizzy Mercier Descloux se drželi vzorce, který Luc Sante popsal jako „cokoli + disco v základu“. Další umělci, kteří se hlásili k no wave, jako Swans, Glenn Branca, Lydia Lunch, The Lounge Lizards, Bush Tetras a Sonic Youth, místo toho pokračovali ve zkoumání raných výpadů scény do oblasti noisu a drsnější hudby.
V Německu skupiny jako Einstürzende Neubauten vyvinuly jedinečný styl industriální hudby využívající avantgardní hluk, podomácku vyrobené nástroje a nalezené předměty. Členové této skupiny později spolupracovali s členy skupiny Birthday Party.

### Polovina 80. let 20. století: Pokles
Původní postpunkové hnutí skončilo, když se kapely spojené s tímto hnutím odvrátily od jeho estetiky, často ve prospěch komerčnějších zvuků (např. nové vlny). Mnohé z těchto skupin pokračovaly jako součást nového popového hnutí, přičemž populárním pojmem se stal entrismus (strategie, kdy se členové malého hnutí připojují k jinému, obvykle většímu, ve snaze rozšířit své myšlenky a program). Ve Spojených státech se díky MTV a moderním rockovým rádiím řada postpunkových kapel stala součástí druhé britské invaze „nové hudby“ nebo ji ovlivnila. Někteří se posunuli ke komerčnějšímu zvuku nové vlny (např. Gang of Four), jiní byli stálicemi amerických univerzitních rádií a stali se prvními příklady alternativního rocku, jako např. skupina R.E.M. z Athens v Georgii. Z post-punku vzešla například skupina U2, která do své často až hymnické hudby vnesla prvky náboženských symbolů a politických komentářů.

## 90. léta 20. století a začátek 21. století: Oživení
Podle AllMusic post-punkový revival byl ve skutečnosti spíše obdobou navazujícího hnutí, které bylo možné vysledovat již v polovině 80. let v kapelách jako Big Flame, World Domination Enterprises a Minimal Compact. Ty byly stylově roztříštěné, avšak se všechny zdály být přirozeným pokračováním post-punku. Mezi nejvýznamnější kapely na začátku a v polovině 90. let, které připomínaly post-punkovou éru, patřily Six Finger Satellite, Brainiac a Elastica. Na přelomu století se v hudebním tisku začal znovu objevovat termín „post-punk“ a řada kritiků toto označení oživila pro označení nových skupin, které sdílely některé estetické prvky původní post-punkové éry. V této době se objevilo několik kapel inspirovaných post-punkem a novou vlnou, například Interpol, Franz Ferdinand, The Strokes a Rapture, které založily hnutí post-punkového revivalu. Stejně jako u postpunkových a novovlnných kapel konce 70. a začátku 80. let se i u postpunkových/novovlnných revivalistů projevovala velká rozmanitost v přístupech, od atonálního šramotu (Liars) až po přehnaně melodické popové písně (The Sounds).

### Kritické uznání
Na začátku roku 2000 Reynolds tvrdil, že postpunkové období přineslo významné inovace a hudbu samo o sobě. Reynolds toto období popsal jako „odpovídající šedesátým létům, pokud jde o množství skvělé hudby, která vznikla, ducha dobrodružství a idealismu, který ji naplňoval, a způsob, jakým se hudba zdála být neoddělitelně spojena s politickými a společenskými turbulencemi své doby“. Nicholas Lezard napsal, že hudba tohoto období „byla avantgardní, otevřená všem hudebním možnostem, které se nabízely, jednotná pouze v tom smyslu, že byla velmi často myšlenková, vytvářená chytrými mladými muži a ženami, kteří se zajímali o to, jak znepokojit posluchače nebo je přimět přemýšlet, stejně jako o to, jak vytvořit popovou píseň“.

## Příbuzné styly
- Alternativní rock
- Indie rock
- Gothic rock
- Industriál
- New Wave (hudba)
- No Wave
- Punk rock
- Hardcore punk